# Camille e Kennerly Kitt
Camille e Kennerly Kitt são duas gêmeas idênticas americanas que atuam como atrizes e harpistas; juntas formam o grupo as Harp Twins que compõem, arranjam e se apresentam em shows. As gêmeas já lançaram mais de 40 singles on-line, além de dois álbuns cover. Como atrizes, as Harp Twins já atuaram em diversos filmes.

## Biografia
Ambas começaram a tocar piano ainda criança, passando para a harpa  na escola secundária. Elas juntaram dinheiro para a aquisição de sua primeira harpa ao trabalhar como babá e dog-walking, a fim de mostrar para a sua mãe que estavam levando a sério o lance de tocar harpa. Sua primeira harpa foi uma harpa usada, de alavanca.
Ambas as irmãs concluiram bacharelado em música, com especialização em harpa, graduando-se com honras pelo Conservatório de Música Wheaton College de Illinois; No entanto, apesar de terem sido formadas no estilo clássico, a verdadeira paixão musical das gêmeas estava em executar músicas contemporâneas para duetos em harpa. Elas também são graduadas em terceiro grau com faixa preta em Taekwondo além de já terem atuadas como instrutoras dessa arte marcial. Durante um combate, Kennerly quebrou dois dedos, já Camille precisou levar pontos no rosto como o resultado de um ferimento sofrido enquanto segurava uma placa que Kennerly estava a quebrar com golpes. Estes incidentes as fizeram decidir parar de praticar artes marciais, mantendo o foco na execução de harpas.

## Carreira musical

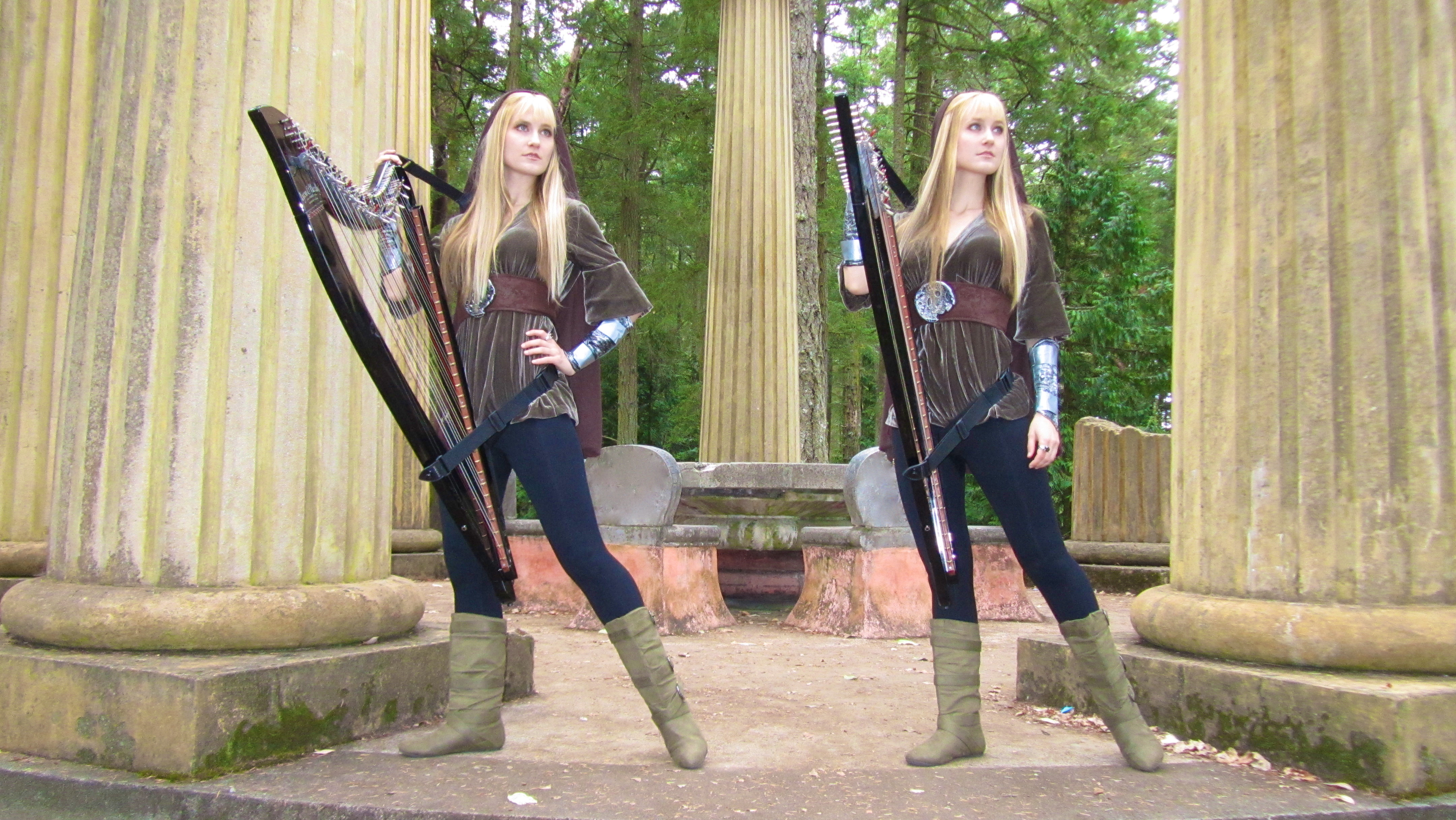
Camille e Kennerly vestidas como elfos, enquanto gravavam a trilha sonora de O Senhor dos Anéis.

Camille e Kennerly mantém um projeto de alcance internacional na apresentação de shows de duplas harpas onde tocam temas do rock, comumente referidas como as Harp Twins; elas são mais conhecidas pelos seus arranjos de canções contemporâneas de artistas como Iron Maiden, The Rolling Stones, Metallica, Lady Gaga, Blue Oyster Cult, AC/DC, Pink Floyd, Bon Jovi, Aerosmith, Rihanna, Guns N' Roses, U2, Coldplay, e Journey, bem como trilhas sonoras de vídeo games, filmes, e séries de televisão.
 Já postaram cerca de 50 músicas no YouTube; com o cover de "Stairway to Heaven" alcançaram a marca de dois milhões de visualizações.
Bailey Johnson, escrevendo para a CBS News, descreveu o seu arranjo de "Zombie" da banda irlandesa The Cranberries como um "tributo elegante, melancólico e excelente". Repórter das artes Mallika Rao de The Huffington Post disse de seu arranjo do tema de Game of Thrones: "Sim, houve outras tentativas de fazer versões covers da assombrosa melodia de Ramin Djawadi antes, mas esta é agora a única". A harpista e teórica da música Megan Bledsoe observa que, enquanto grupos como Harptallica e as Harp Twins oferecem uma nova perspectiva sobre as escolhas de instrumentação anteriores dentro desses gêneros, ela nota que "o som resultante desses conjuntos, que se assemelha intimamente a qualquer dueto de harpas ao longo da história ... acaba por perpetuar os estereótipos angelicais, calmos e femininos do instrumento." A dupla foi destacada na edição de junho de 2013 da revista Metal Hammer.
Em outubro de 2014, as irmãs Kitt se apresentaram no oitavo Festival Anual Mundial da Harpa, em Assunção, Paraguai, que reuniu mais de 30 artistas nacionais e internacionais. Elas foram uma das principais atrações do evento.

## Atuação
Camille e Kennerly representaram "The Merry Christians" ("As Cristãs Felizes") no filme Politics of Love, dirigido por William Dear, e "The Marcelli Twins" ("As Gêmeas Marcelli") no filme blacktino, produzido por Elizabeth Avellan. Ademais, as Harp Twins tiveram pequenos papéis en Delivery Man, estrelado por Vince Vaughn.

## Discografia

### Álbuns
- Harp Attack (2013). Covers de canções de rock e metal.[20]

| Título                   | Duração |
| ------------------------ | ------- |
| 1. Fear of the Dark      | 6:22    |
| 2. Send Me an Angel      | 4:20    |
| 3. Nothing Else Matters  | 5:33    |
| 4. Paint It Black        | 3:35    |
| 5. Don't Fear the Reaper | 4:19    |
| 6. It's My Life          | 2:32    |
| 7. Smoke On the Water    | 3:33    |
| 8. Wish You Were Here    | 3:22    |
| 9. Zombie                | 2:11    |
| 10. With or Without You  | 3:04    |
| 11. Sweet Child O' Mine  | 2:36    |
| 12. Highway to Hell      | 2:21    |
| 13. Stairway to Heaven   | 4:05    |
| 14. Dream On             | 3:47    |

- Harp Fantasy (2013). Covers de trilhas sonoras de videojogos, anime, filmes, e séries de televisão.[20]

| Título                                            | Duração |
| ------------------------------------------------- | ------- |
| 1. Game of Thrones Main Title                     | 1:48    |
| 2. Star Trek Main Title                           | 2:00    |
| 3. Misty Mountains                                | 1:43    |
| 4. Mario: Rainbow Road / Dire Dire Docks          | 2:48    |
| 5. Doctor Who Theme                               | 2:02    |
| 6. The Rains of Castamere                         | 2:45    |
| 7. Saint Seiya: Mime’s Requiem / Abel’s Harp      | 2:45    |
| 8. The Walking Dead Theme                         | 1:38    |
| 9. Final Fantasy: Prelude / To Zanarkand          | 3:40    |
| 10. Silent Hill: Promise (Reprise) / Not Tomorrow | 4:56    |
| 11. The Legend of Zelda: Ballad of the Goddess    | 1:44    |
| 12. Hedwig’s Theme                                | 2:36    |
| 13. Skyrim Main Theme (Dragonborn)                | 3:04    |
| 14. Lord of the Rings Medley                      | 5:14    |

## Ligaões externas
- Website oficial
- Site de mídias oficiais de Camille e Kennerly
- Camille Kitt. no IMDb.
- Kennerly Kitt. no IMDb.